# Малая Ласьва
Малая Ласьва — река в России, протекает в Краснокамском районе Пермского края. Река впадает в Воткинское водохранилище, устье реки находится в 636 км по правому берегу Камы. Длина реки составляет 18 км, площадь водосборного бассейна 73,2 км². В 5,1 км от устья принимает справа реку Городище.
Исток реки на Верхнекамской возвышенности около деревни Абакшата в 12 км к северу от центра города Краснокамск. Река течёт на юг, протекает деревни Никитино, Большая, Кормильцы, Новая Ивановка. В нижнем течении течёт по территории Краснокамска, впадает в Каму в его юго-восточной части. 

## Данные водного реестра
По данным государственного водного реестра России относится к Камскому бассейновому округу, водохозяйственный участок реки — Кама от Камского гидроузла до Воткинского гидроузла, речной подбассейн реки — бассейны притоков Камы до впадения Белой. Речной бассейн реки — Кама.
По данным геоинформационной системы водохозяйственного районирования территории РФ, подготовленной Федеральным агентством водных ресурсов:
- Код водного объекта в государственном водном реестре — 10010101012111100014080
- Код по гидрологической изученности (ГИ) — 111101408
- Код бассейна — 10.01.01.010
- Номер тома по ГИ — 11
- Выпуск по ГИ — 1